# Convair
De Consolidated Vultee Aircraft Corporation, beter bekend als Convair, was een vliegtuigbouwer, die het resultaat was van een fusie tussen Consolidated Aircraft en Vultee Aircraft in 1943. De activiteiten werden in 1996 gestaakt.

## Geschiedenis
De Consolidated Vultee Aircraft Corporation was een Amerikaans vliegtuig-, raket-, en ruimtevaartuigbedrijf en werd al snel Convair genoemd. Het werd in 1943 opgericht door een fusie van de Consolidated Aircraft Company en de Vultee Aircraft Company. De geschiedenis van Consolidated Aircraft gaat verder terug. Het was al voor de Tweede Wereldoorlog een vliegtuigfabrikant en in de oorlog leverde het grote aantallen B-24 Liberator zware bommenwerpers en vliegboten van het type PBY Catalina. 
Deze fusie resulteerde in een grote vliegtuigproducent. Gemeten naar de waarde van de productie tijdens de oorlog stond het op de vierde plaats en liet het Douglas Aircraft Company, Boeing en Lockheed achter zich. De meeste activiteiten van Convair werden in de omgeving van San Diego County in Zuid-Californië uitgevoerd. 
Convair werd in maart 1953 door General Dynamics overgenomen, waarbij het de Convair Division van het moederbedrijf werd. Het produceerde tot 1965 vliegtuigen, toen het overschakelde naar ruimtevaarttechnologie en vliegtuigframes. General Dynamics verkocht in 1994 het luchtframeonderdeel aan McDonnell Douglas en de Fort Worth-faciliteit aan Lockheed en sloot in 1996 de rest van de Convair Division.
Convair ontwikkelde ook de Charactron-buizen, de voorgangers van de moderne kathodestraalbuismonitoren, het CORDIC-algoritme dat tegenwoordig veelvuldig gebruikt wordt om goniometrische functies uit te rekenen in rekenmachines en field-programmable gate array's. Dat zijn geïntegreerde schakelingen.

## Vliegtuigen

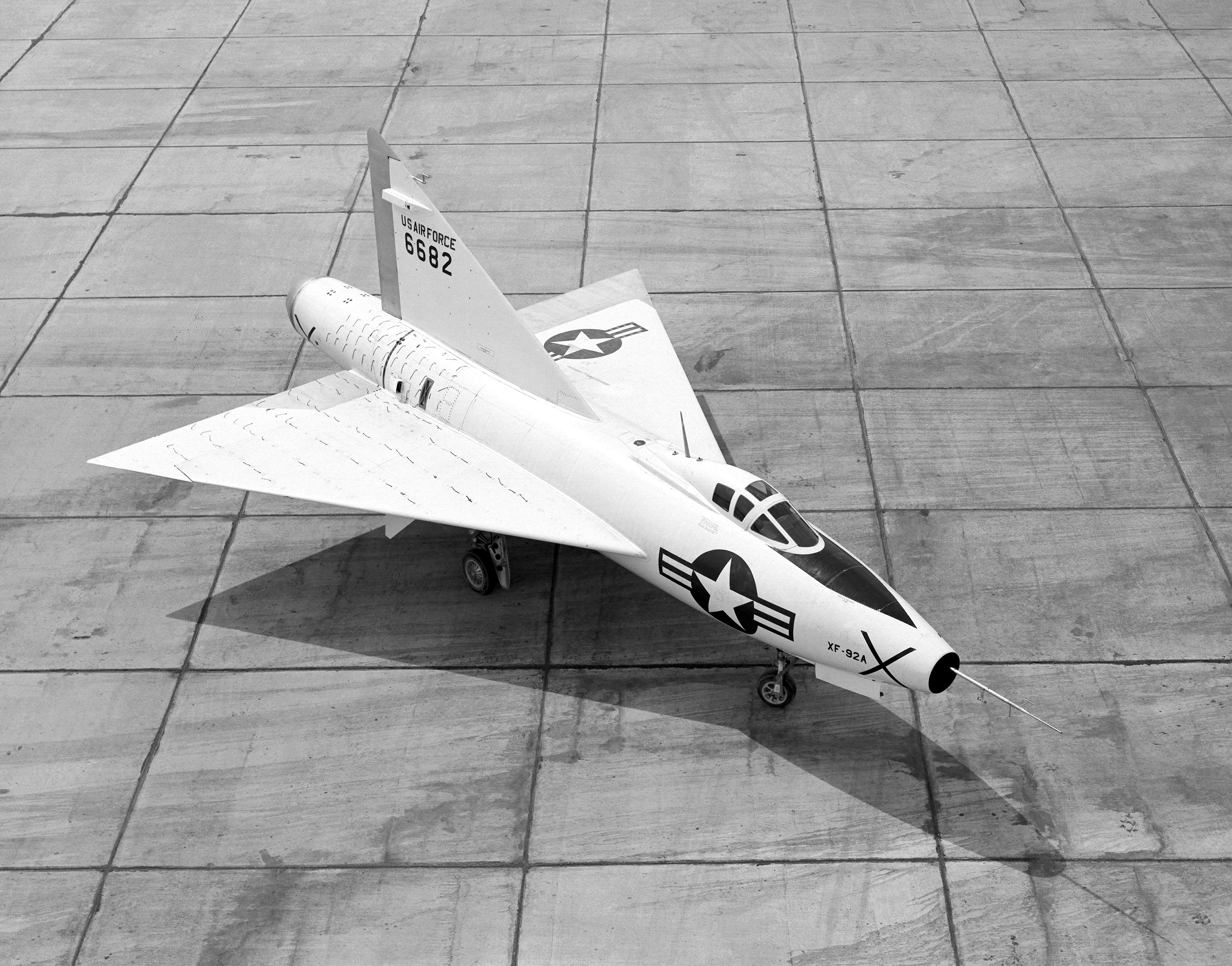
XF-92A met deltavleugel

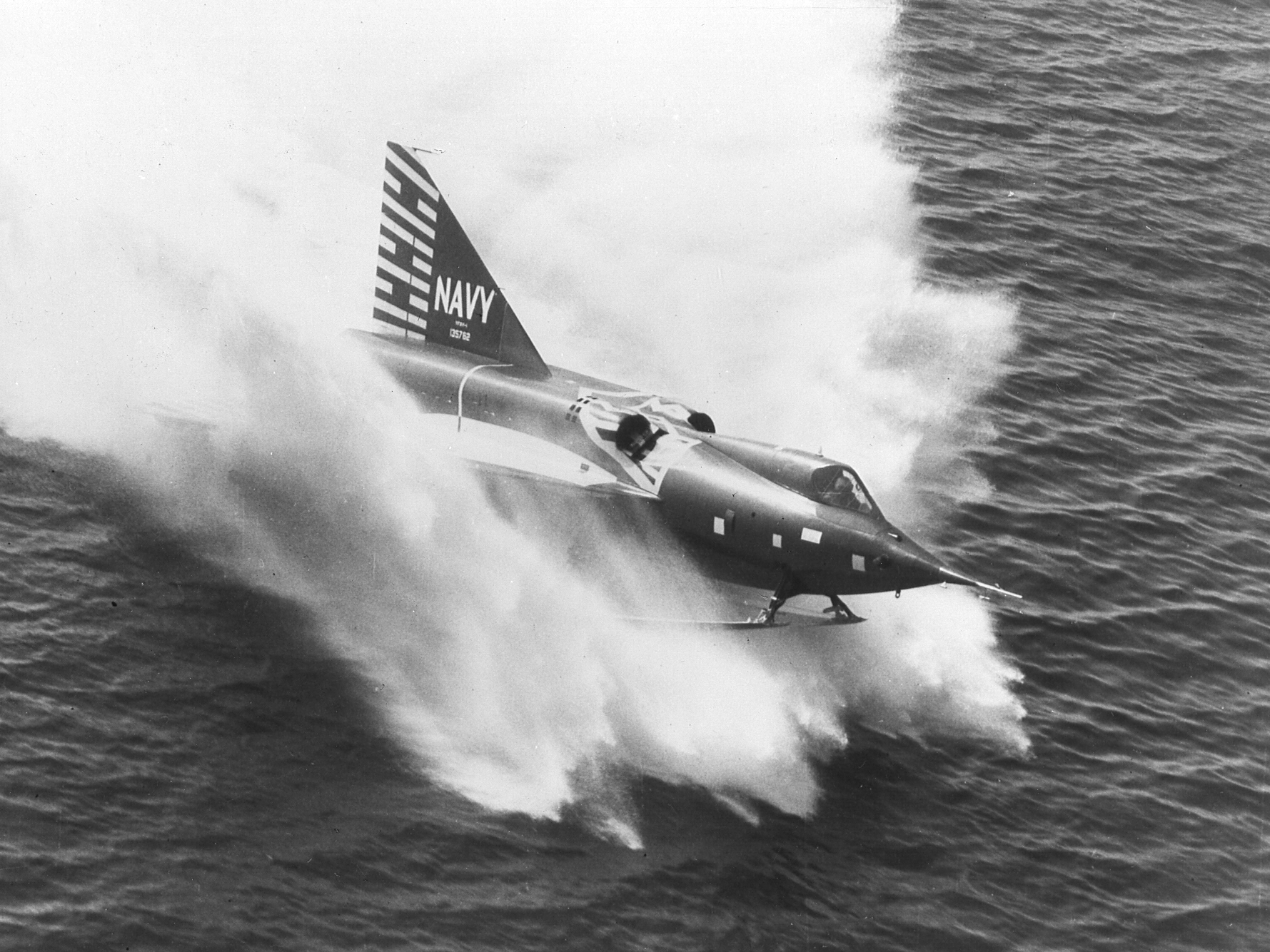
F2Y Sea Dart

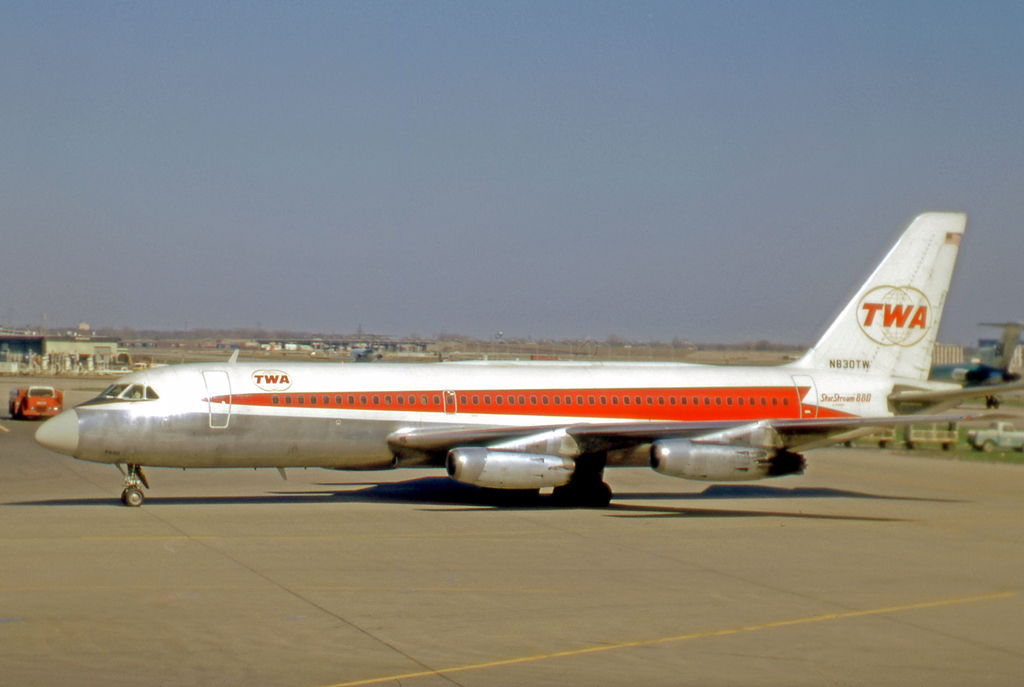
Convair 880 van TWA

Convair-vliegtuigen met jaar de eerste vlucht:
- XP-81, 1945
- XA-44, nooit afgemaakt
- B-36, 1946 Peacemaker bommenwerper
- XB-53, nooit afgemaakt
- Convair CV-240 1947, verschillende varianten, waaronder CV-340, CV-440 Metropolitan, C-131 Samaritan, R4Y en T-29
- XB-46, 1947
- XC-99, 1947 vrachtversie van de B-36 bommenwerper
- Model 37, civiele XC-99 nooit gebouwd
- Convair XF-92A, 1948 eerste vliegtuig met deltavleugels van de Verenigde Staten
- YB-60, 1952 B-36 met straalmotoren
- F-102 Delta Dagger, 1953
- F2Y Sea Dart 1953, gevechts- en watervliegtuig
- R3Y Tradewind, 1954 watervliegtuig met vier turboprop motoren
- Convair XFY-1, 1954 Pogo
- Convair CV-540, 1955
- Convair CV-580
- Convair CV5800
- B-58 Hustler, 1956
- F-106 Delta Dart, 1956
- Convair X-6
- Convair X-11, 1957
- Convair X-12, 1958
- Convair 880 1959, narrow-body verkeersvliegtuig
- Convair 990, 1961 Coronado, verlengde Convair 880
- Convair CV-600, 1965